# Lázeňský park Jastrzębie-Zdrój
Lázeňský park Jastrzębie-Zdrój, polsky Park Zdrojowy Im. Dr. Mikołaja Witczaka nebo Park Zdrojowy Jastrzębie-Zdrój, je park, který se nachází ve čtvrti Zdrój ve městě a městském okrese Jastrzębie-Zdrój ve Slezském vojvodství v jižním Polsku. Park je památkově chráněn.

## Historie parku
Lázeňský park Jastrzębie-Zdrój byl původně ústředním místem zdejších lázní, vzniklých ve 2. polovině 19. století. Park byl založen v roce 1861 v místním dubo-habrovém lese a v jeho okolí byla postavena většina lázeňských budov. Po druhé světové válce prošel park výraznou přestavbou v duchu socialistického realismu. Při slavnostním znovuotevření v červenci 1955 byl park přejmenován na Park Przyjaźni Polsko-Radzieckiej (česky Park polsko-sovětského přátelství), což připomíná místní kamenný obelisk. V červnu 1991 byl park přejmenován na Park Zdrojowy Im. Dr. Mikołaja Witczaka. Podle plochy parku 18 ha je to největší park ve městě a jeden z největších parků ve Slezském vojvodství. V průběhu let bylo v parku vysazeno mnoho cizokrajných stromů, např. zerav západní (Thuja occidentalis) z Ameriky, cypřišek hrachonosný (Chamaecyparis pisifera) z Asie, cypřišek Lawsonův (Chamaecyparis lawsoniana) z Ameriky, douglaska tisolistá (Pseudotsuga menziesii) z Ameriky, borovice vejmutovka (Pinus strobus) z Ameriky, kaštanovník setý (Castanea sativa Mill.) z jižní Evropy, jinan dvoulaločný (Ginkgo biloba) z Asie a maklura oranžová (Maclura pomifera) z Ameriky. Hojně rozšířené jsou zde také místní habry a břízy. Většina historických budov v parku byla renovována, avšak některé zanikly.

## Další informace
V parku je také krátká naučná stezka. Park je celoročně volně přístupný.

## Galerie

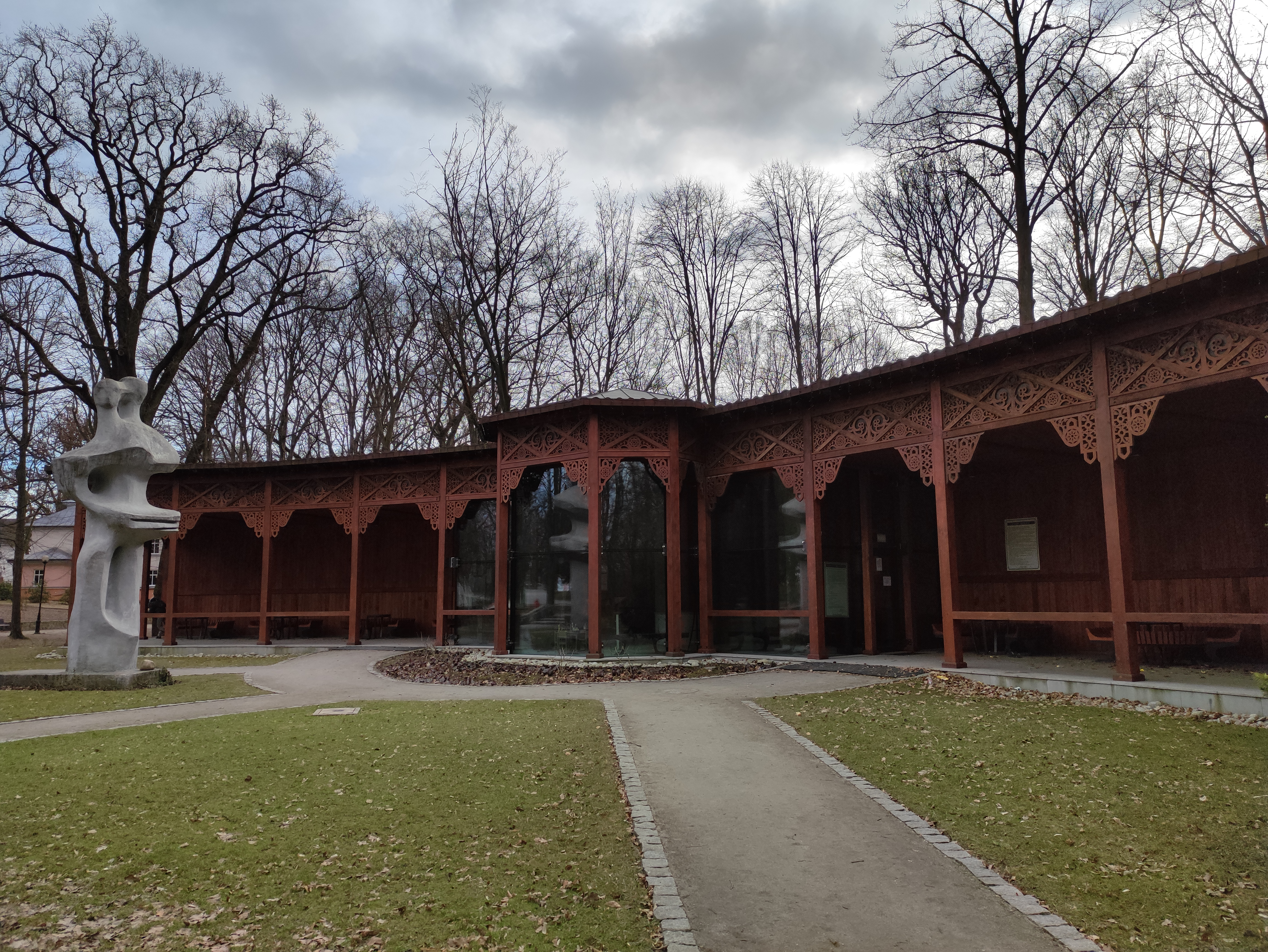
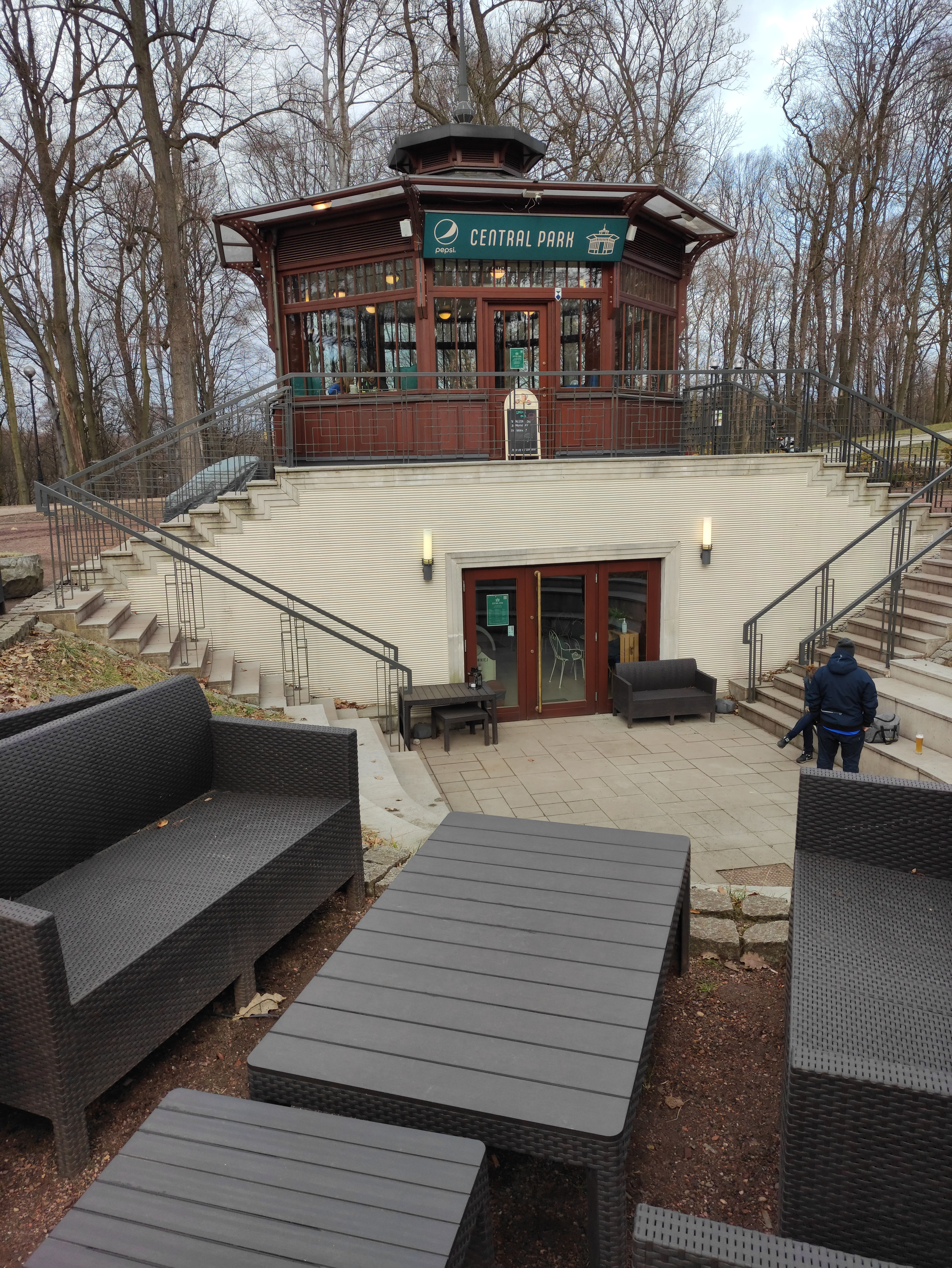
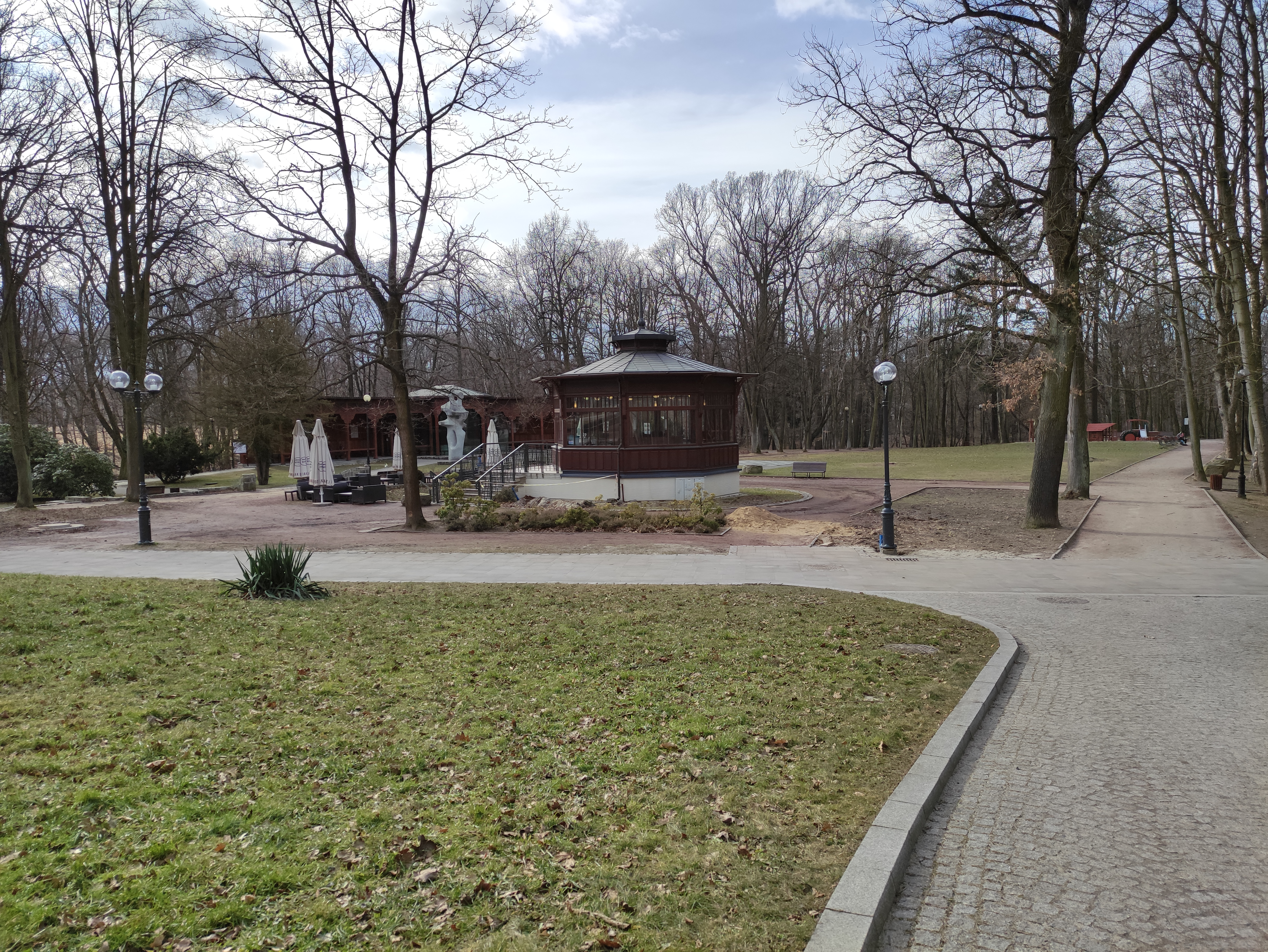
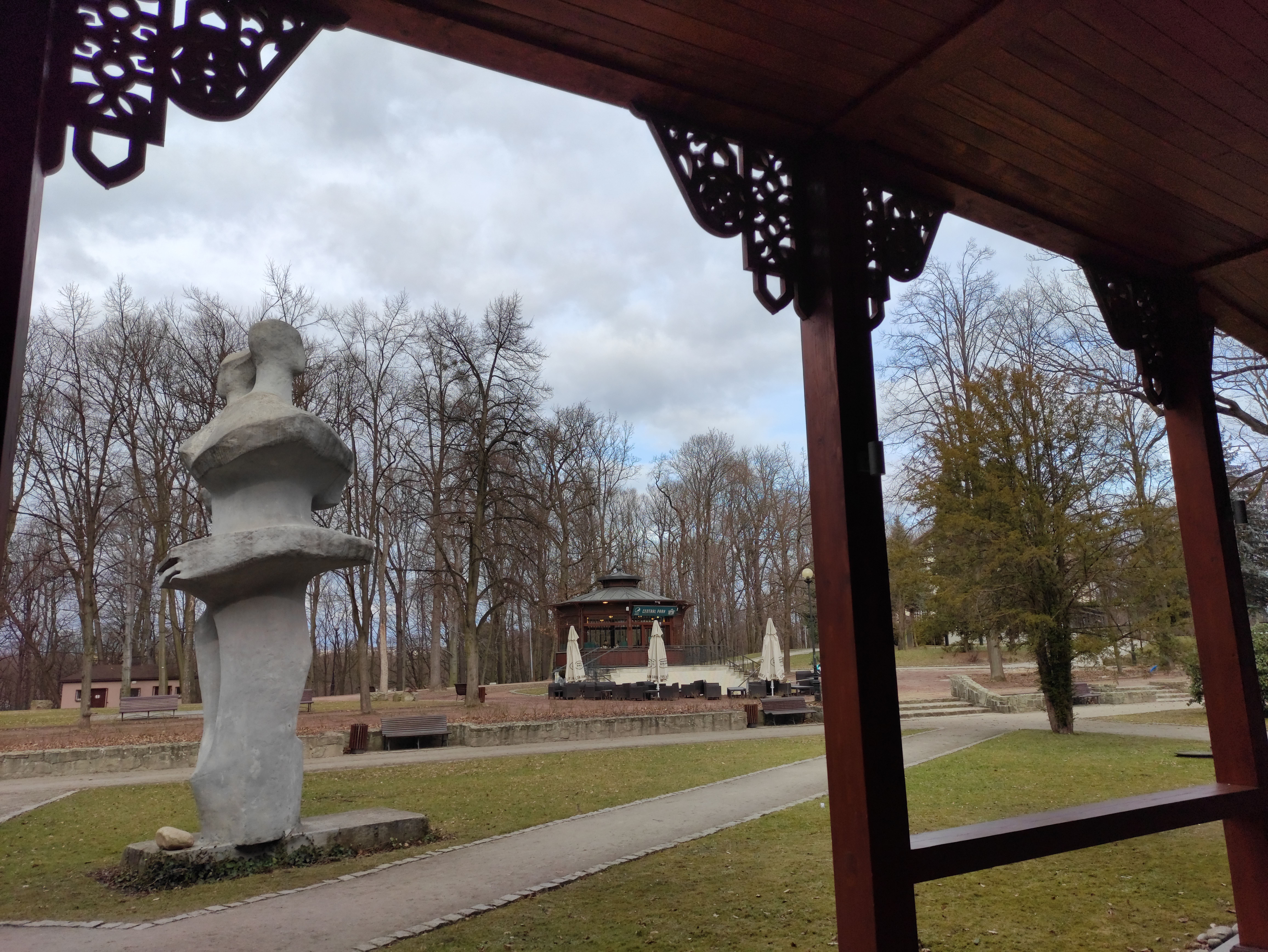
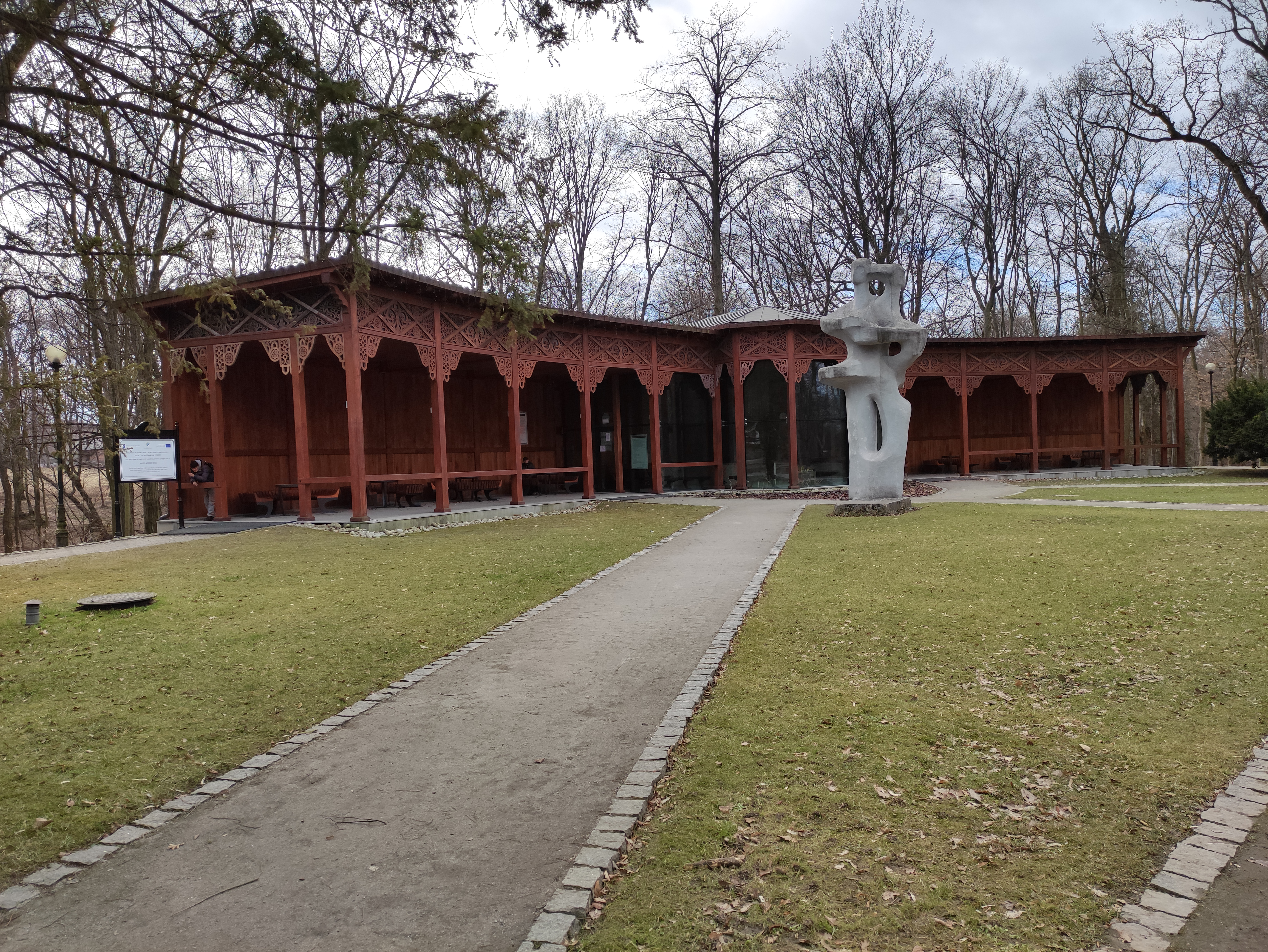
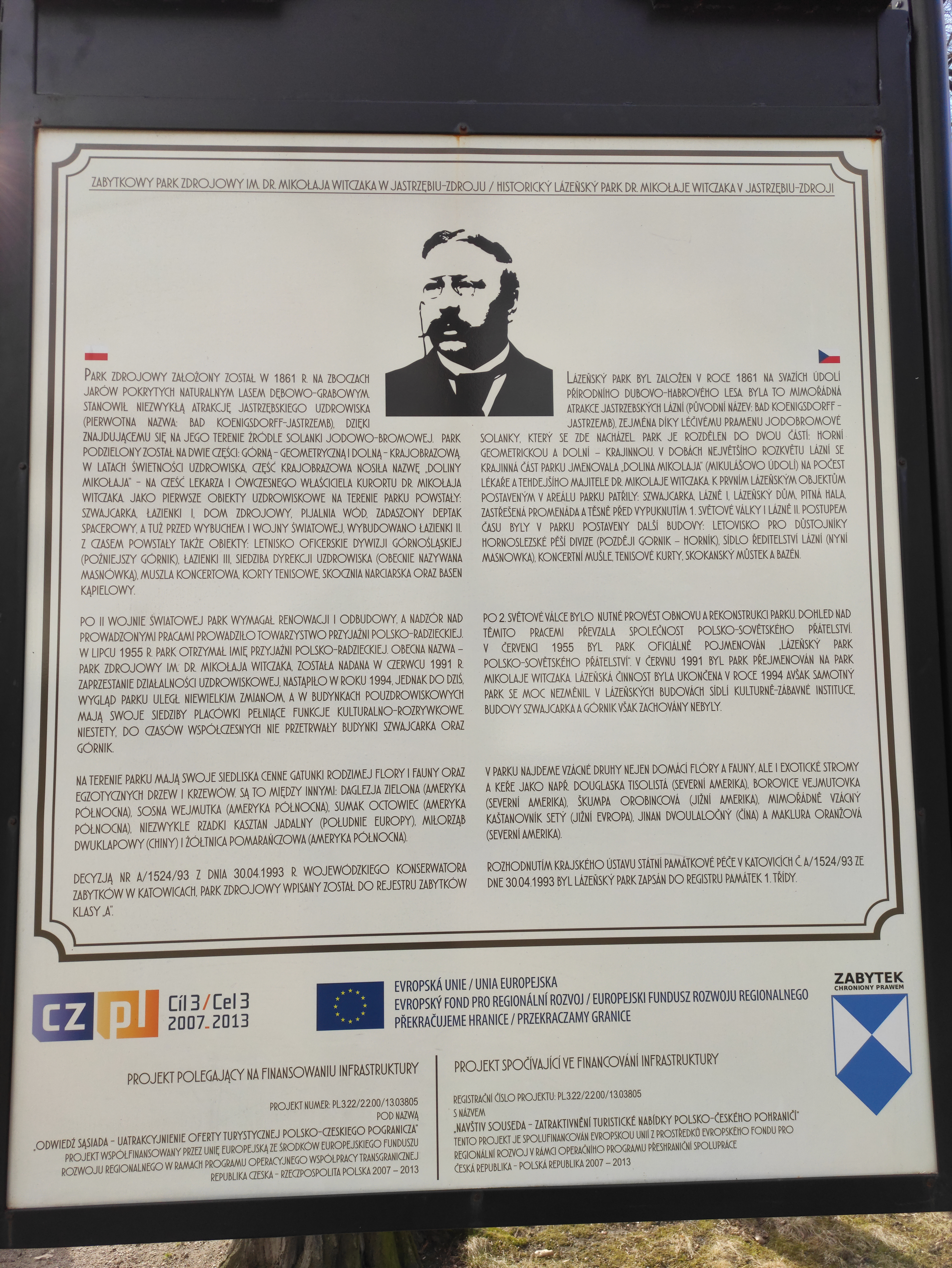
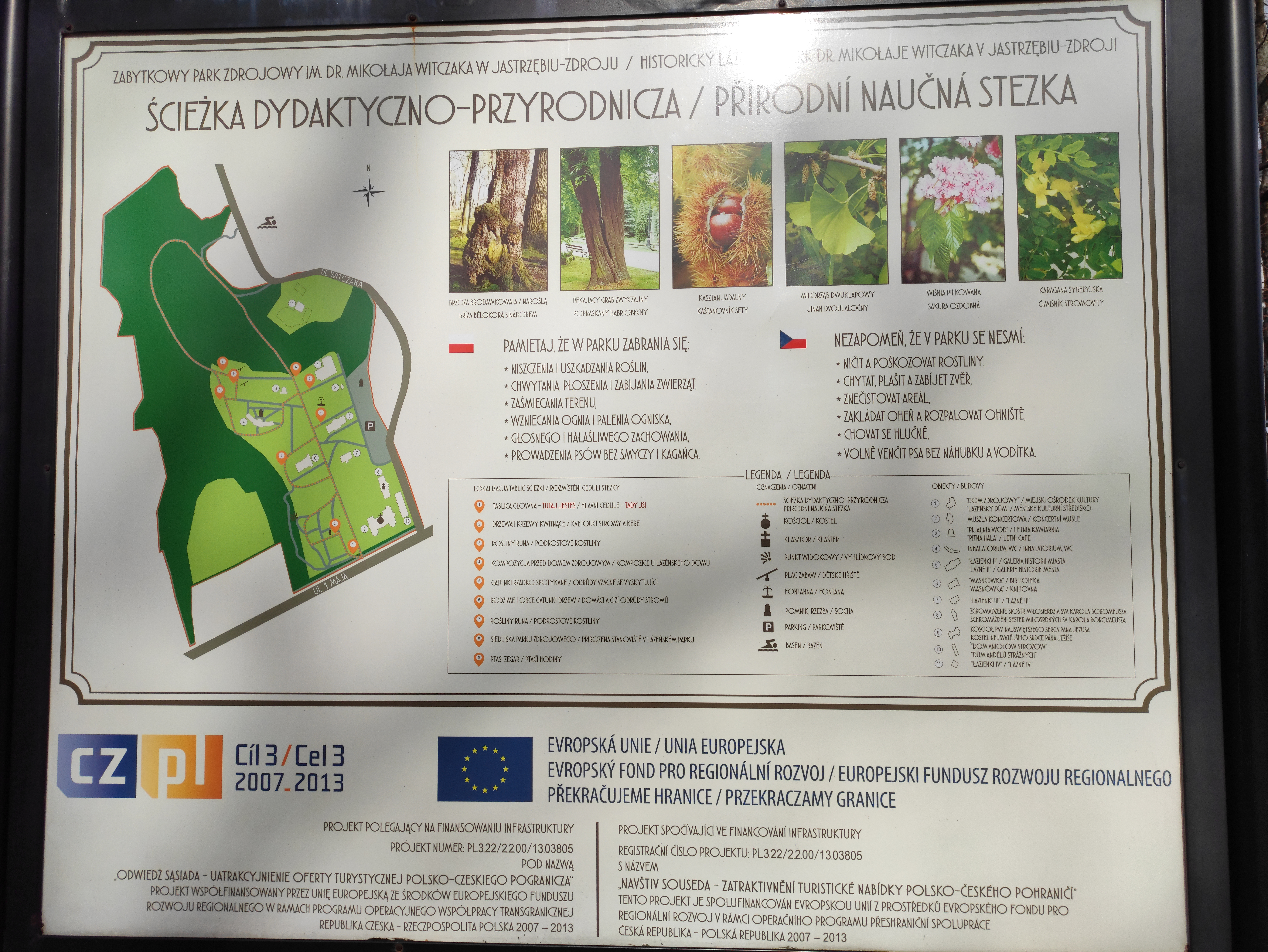
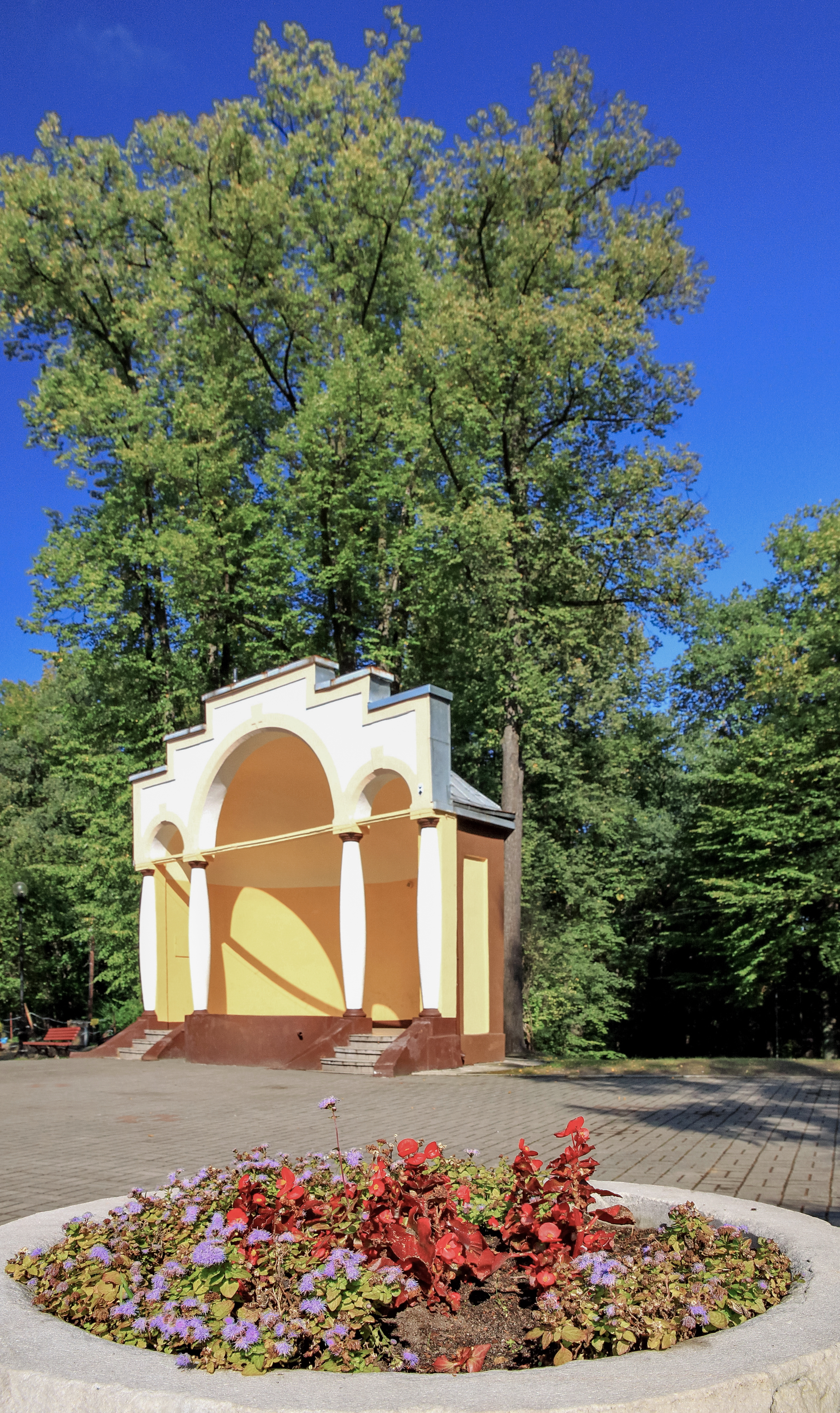
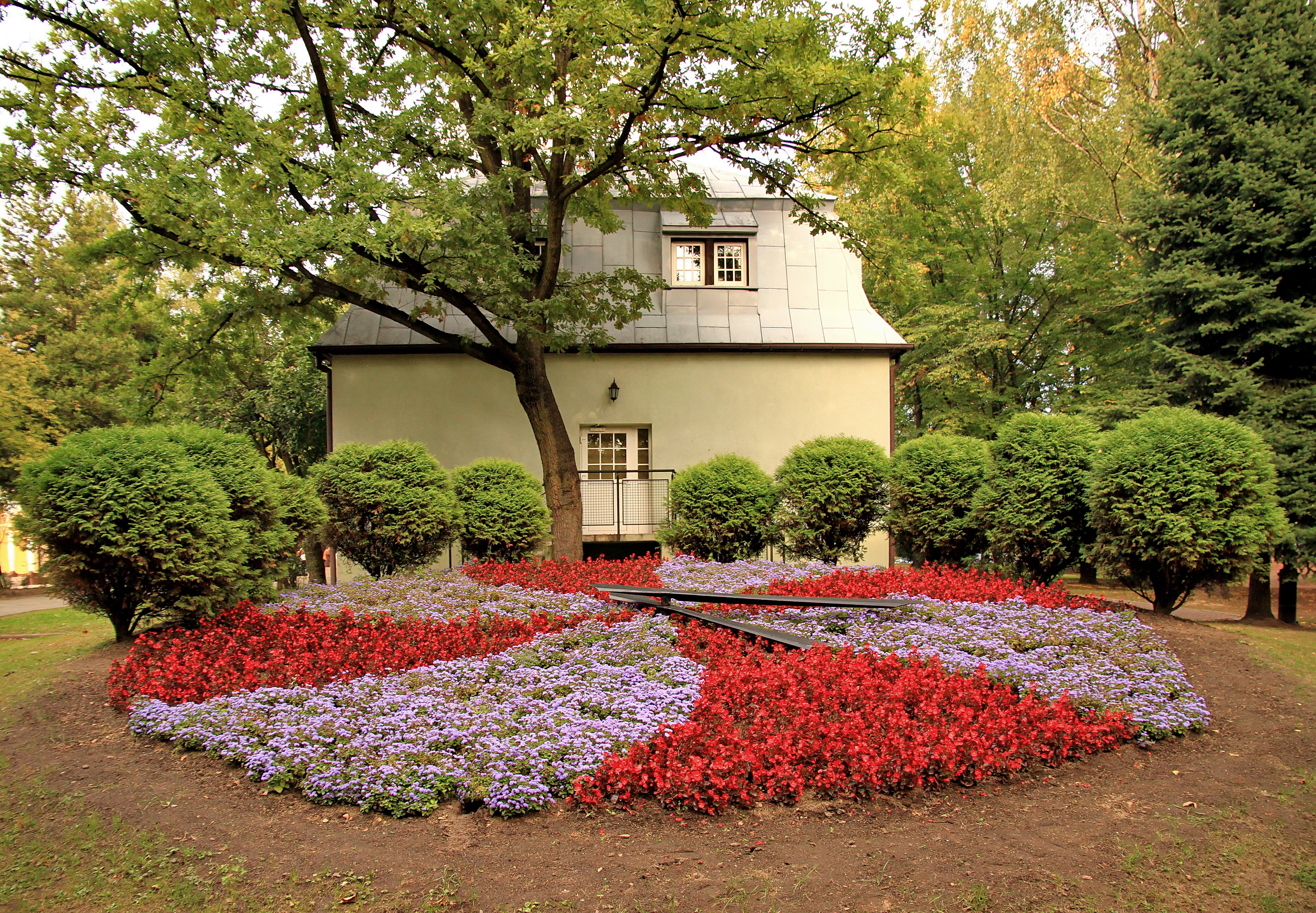